# 폴 버터필드
폴 버터필드(Paul Butterfield, 1942년 12월 17일 ~ 1987년 5월 4일)는 미국의 블루스 하모니카 연주자, 가수, 밴드 리더였다. 그는 클래식 플루티스트로서 초기 훈련을 받은 후 블루스 하모니카에 관심을 갖게 되었다. 그는 고향인 시카고의 블루스 장면을 탐구했다. 그곳에서 그는 머디 워터스나 다른 블루스 위인들을 만났고, 그는 잼 세션에 참여할 수 있는 격려와 기회를 제공했다. 그는 곧 동료 블루스 매니아인 닉 그레이브니츠와 엘빈 비숍과 함께 공연을 시작했다.
1963년에는 폴 버터필드 블루스 밴드를 결성하여 여러 장의 성공적인 음반을 녹음하였고, 1960년대 후반 샌프란시스코의 필모어 웨스트, 뉴욕의 필모어 이스트, 몬터레이 팝 페스티벌, 우드스톡 등의 공연으로 인기를 끌었다. 이 밴드는 일렉트릭 시카고 블루스와 록 급박함을 결합한 것과 그들의 선구적인 재즈 퓨전 공연과 녹음으로 유명했다. 1971년 그룹이 해체된 후, 버터필드는 계속해서 밴드 폴 버터필드스 베터 데이즈, 그의 멘토 머디 워터스, 그리고 루츠 록 그룹 더 밴드의 멤버들과 함께 순회 공연과 녹화를 계속했다. 버터필드는 녹음과 공연을 계속하다가 1987년 44세의 나이로 약물 과다복용으로 사망했다.
음악 비평가들은 그가 가장 잘 알려진 블루스 하프 연주자들 중 한 명이라고 생각하는 독창적인 접근법을 개발했음을 인정했다. 2006년에 그는 블루스 명예의 전당에 헌액되었다. 버터필드와 폴 버터필드 블루스 밴드의 초기 멤버들은 2015년에 로큰롤 명예의 전당에 헌액되었다. 두 패널 모두 그의 하모니카 실력과 블루스 음악을 젊고 폭넓은 청중에게 가져다 주는 기여에 주목했다.